# Південно-атлантична аномалія

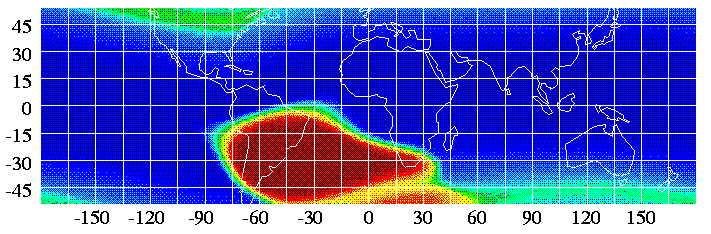
Південно-атлантична аномалія на висоті бл. 560 км

Південно-атлантична аномалія (англ. South Atlantic Anomaly, SAA) — територія, де внутрішній радіаційний пояс Ван Аллена найближче підходить до поверхні Землі, спускаючись до висоти 200 км. Це призводить до зростання густини енергетичних частинок на цій ділянці та піддає штучні супутники Землі до вищих, ніж звичайні на цій висоті, рівнів радіації. Ефект спричинений неконцентричністю Землі та її магнітного диполя, а SAA є ділянкою, де магнітне поле Землі є найслабшим у порівнянні з ідеальним дипольним полем із Землею у центрі.

## Розташування та форма
Радіаційні пояси Ван Аллена є симетричними до магнітної осі Землі, яка в свою чергу нахилена відносно осі обертання приблизно на 11 градусів. Перетин між магнітною та обертальною віссю розташований не в центрі Землі, а у ~500 км на північ від центру. Через цю асиметрію, внутрішній пояс Ван Аллена найближче підходить до поверхні Землі над південною Атлантикою (спускається до 200 км над поверхнею), а найдалі розташований над північним Тихим океаном.

Перетин радіаційних поясів Ван Аллена з зазначенням точки, де виникає Південно-атлантична аномалія

Якщо представити магнетизм Землі як «магнітний диполь» (невеликий сильний магніт), то він буде розміщений не в центрі Землі, в у напрямку Сінгапуру. В результаті над Південною Америкою та південною Атлантикою, поблизу антиподної точки до Сінгапура, магнітне поле відносно слабше, що веде до нижчого рівня відкидання захоплених радіаційними поясами частинок, а тому вони проникають нижче в атмосферу, ніж в інших місцях.
Форма SAA з часом змінюється. З дати її відкриття у 1958 році південні кордони аномалії залишились майже незмінними, а у північно-західному, північному, північно-східному та східному напрямках зафіксоване довготривале розширення. Крім того, форма та густина часточок SAA змінюється у добовому ритмі, і найбільша густина відповідає приблизно місцевому полудню. На висоті приблизно 500 км, аномалія простягається від −50° до 0° географічної широти та від −90° до +40° широти. Зона найвищої інтенсивності SAA дрейфує в західному напрямку зі швидкістю ~0,3° на рік; цей показник дуже близький до показника обертального диференціала між ядром Землі та її поверхнею, який оцінюється у 0,3-0,5° на рік.

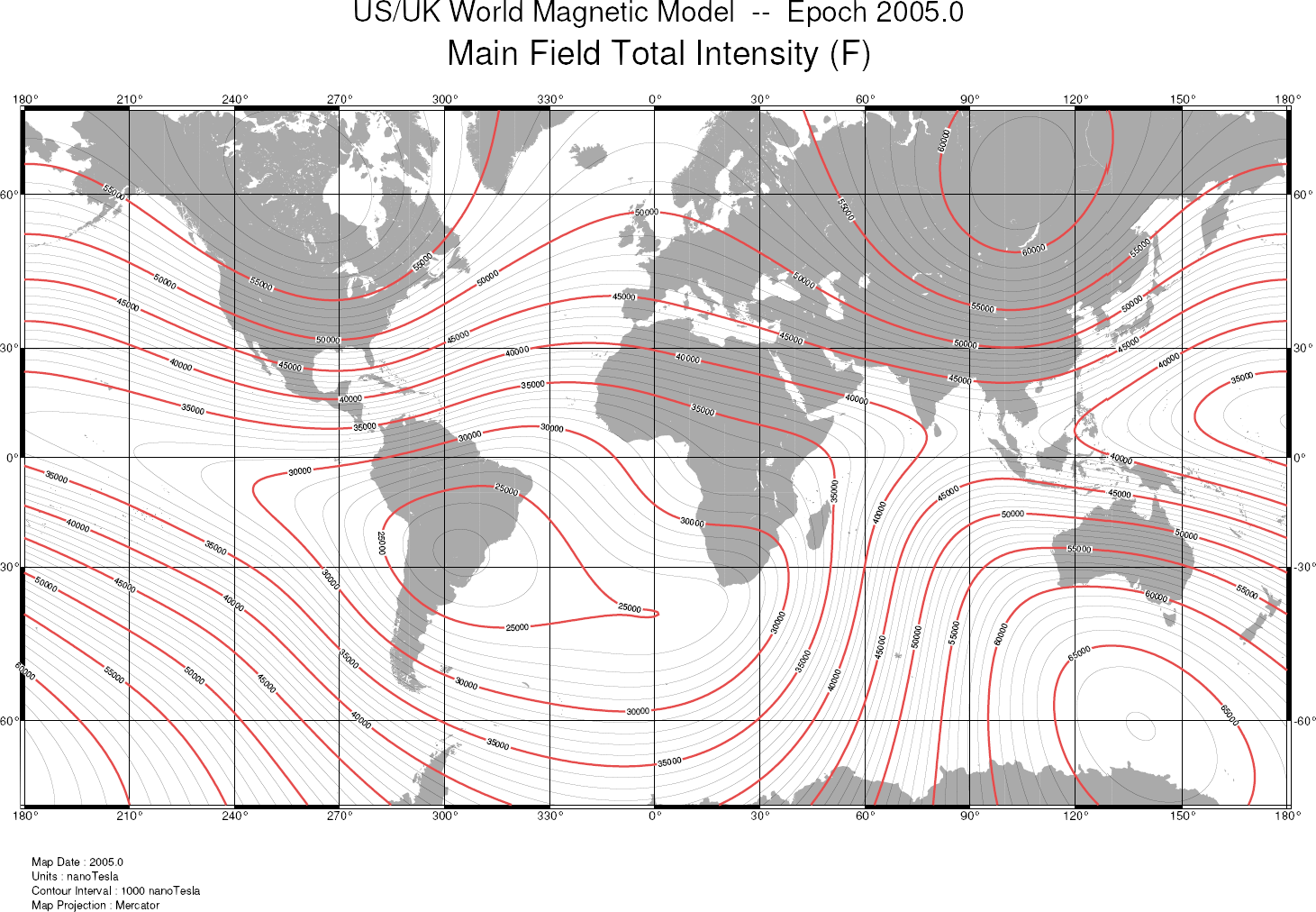
Слабше геомагнітне поле в місці SAA

Сучасні наукові теорії припускають, що повільне слабшання геомагнітного поля є однією з причин зміни кордонів Південно-атлантичної аномалії, зафіксованих з часу її відкриття. Коли геомагнітне поле слабшає, внутрішній радіаційний пояс спускається ближче до поверхні, з відповідним збільшенням площі аномалії на відповідних висотах. За результатами чисельних наукових спостережень, SAA — це масштабне та зростаюче явище.

## Прояви
Південно-атлантична аномалія важлива для астрономічних супутників та інших космічних апаратів, орбіта яких розташована на висоті декількох сотень кілометрів; такі орбіти періодично проходять через SAA, і космічні апарати декілька хвилин піддаються сильній радіації від протонів, захоплених внутрішнім поясом Ван Аллена. Міжнародна космічна станція, орбіта якої має нахил 51,6°, потребує додаткового захисту для протидії цій проблемі. Телескоп Габбл при проходженні SAA не здійснює спостережень за космосом. Космонавти також відчувають вплив SAA — крім додаткової радіації, вважається, що проходження аномалії є причиною т. зв. «падаючих зірок» (фосфенів), які деколи бачать космонавти в цей час. Проходження через аномалію також вважається причиною початкових невдач з супутниками мережі Globalstar.
Експеримент PAMELA при проходженні через аномалію зафіксував кількості антипротонів в рази більше очікуваних. Це може свідчити про те, що пояс Ван Аллена утримує античастинки, які утворюються при взаємодії верхніх шарів атмосфери Землі з космічними променями.
NASA повідомляло, що сучасні лептопи виходили з ладу, коли маршрут космічних човників перетинав SAA. У жовтні 2012 космічний апарат SpaceX CRS-1 Dragon, приєднаний до МКС, мав тимчасові проблеми при проході через аномалію.
Розпочата 2013 року супутникова місія Swarm ЄКА з вивчення магнітного поля Землі більш докладно вивчить та виміряє і SAA.
За результатами спостереження, в березні 2023 року, NASA на сторінках видання Science Alert повідомило, що Південно-атлантична аномалія, яка охоплює гігантську територію між Південною Америкою та південно-західною Африкою, не тільки повільно дрейфує в північно-західному напрямку, але й перебуває в процесі розщеплення надвоє, при цьому кожна її частина представляє окремий центр мінімальної магнітної інтенсивності в межах більшої аномалії. Зазначається, що аномалія поки що ніяк не впливає на життя на Землі, але цього не можна сказати про орбітальні космічні кораблі (включаючи МКС), які проходять безпосередньо через аномалію, обертаючись навколо планети на низькій навколоземній орбіті. Знижена напруженість магнітного поля всередині аномалії означає, що технологічні системи на борту супутників можуть виходити з ладу внаслідок впливу заряджених частинок від Сонця.